# Dioctria leleji
Dioctria leleji là một loài ruồi trong họ Asilidae. Dioctria leleji được Lehr miêu tả năm 1999. Loài này phân bố ở vùng Cổ Bắc giới.